# Ungleichblättriges Labkraut
Das Ungleichblättrige Labkraut (Galium anisophyllon), auch Alpen-Labkraut genannt, ist Pflanzenart aus der Gattung der Labkräuter (Galium) in der Familie der Rötegewächse (Rubiaceae).

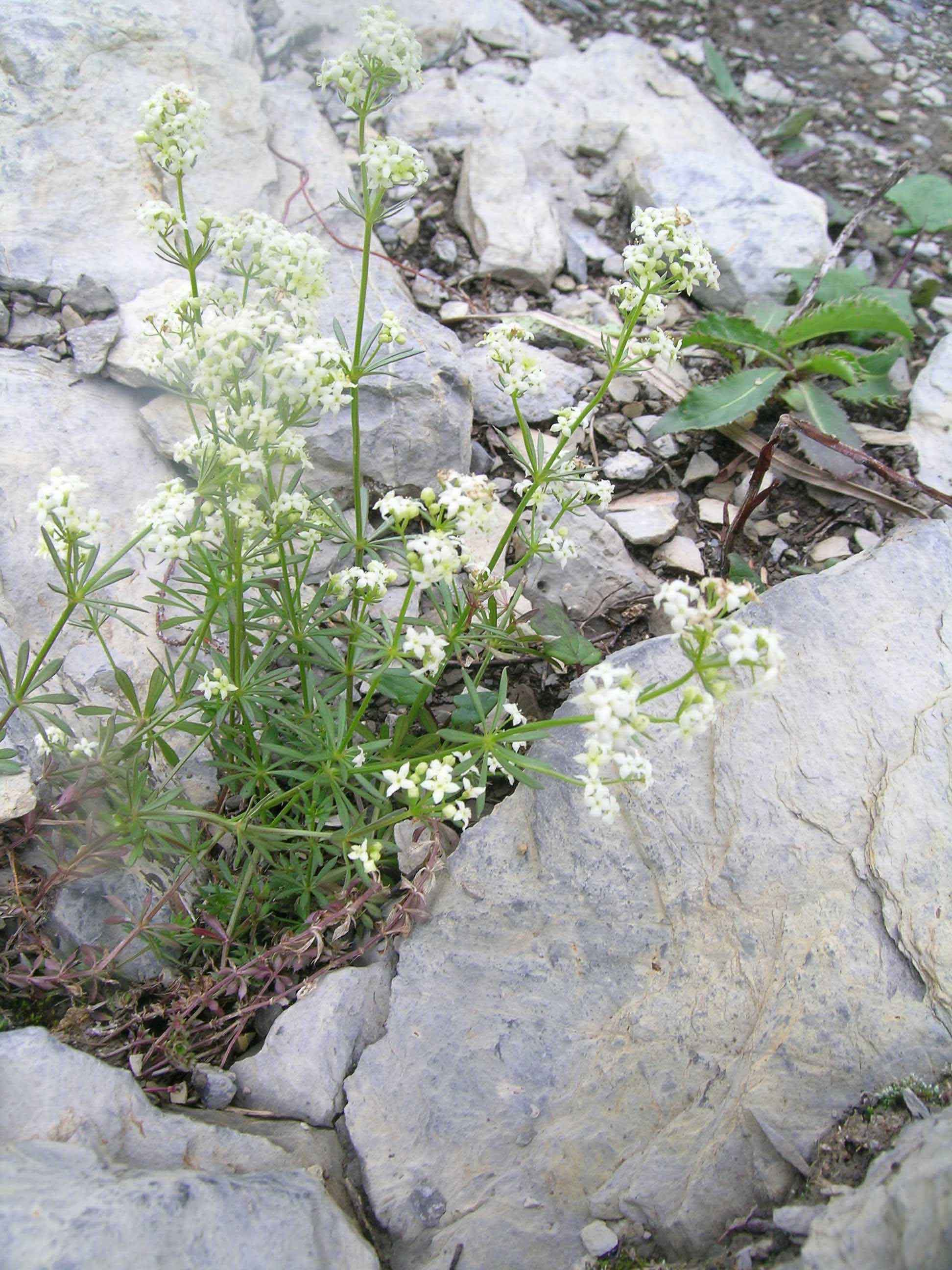
Alpen-Labkraut (Galium anisophyllon) in 2050 m NN

## Pflanzenbeschreibung
Das Ungleichblättrige Labkraut ist eine ausdauernde krautige Pflanze, die Wuchshöhen von 5 bis 20 cm erreicht. Durch seine kurzen Ausläufer bildet es rasige Bestände. Der aufsteigende, am Grund fadenförmig Stängel ist vierkantig, verzweigt und bildet in Abständen von 3 cm quirlig Laubblätter aus. Diese sind 15 mm lang, 2 mm breit, verkehrt-eiförmig bis verkehrt-lanzettlich und besitzt eine lange dunkle Spitze sowie meist einen nach unten eingerollten, kurz behaarten Rand.
Die Blüten stehen zu wenigen in lockeren Trugdolden zusammen, die aus den Blattquirlen herausragen. Die weiße bis gelblich-weiße Blütenkrone ist bis 4 mm breit, der Kelch ist nur undeutlich ausgebildet. Die glatten Früchte zerfallen in zwei Hälften. 
Blütezeit ist von Juli bis September.
Die Chromosomenzahl beträgt 2n = 22, 44 oder 66.

## Vorkommen
Das Ungleichblättrige Labkraut ist in den mittel- und südeuropäischen Gebirgen sowie den Alpen häufig zu finden. Es besiedelt auf Höhenlagen über 1000 m kalk- und nährstoffreiche Böden in steinigen Wiesen und Felsspalten. Es kommt in Rasen, Fels- und Geröllfluren des Hochgebirges und in Wäldern und Gebüschen trockenwarmer Standorte vor. Es ist in den Alpen eine Charakterart der Ordnung Seslerietalia, kommt aber auch in Gesellschaften des Verbands Thlaspion rotundifolii oder als Schwemmling in denen des Verbands Epilobion fleischeri vor. Auf der Schwäbischen Alb kommt es im Coronillo-Pinetum des Verbands Erico-Pinion oder in Sesleria-reichen Gesellschaften des Verbands Xerobromion vor.

## Systematik
Man kann zwei Unterarten unterscheiden:
- Galium anisophyllon subsp. anisophyllon: Sie kommt von Frankreich bis Bulgarien und in den Karpaten vor.[3]
- Galium anisophyllon subsp. plebeium (Boiss. & Heldr.) Ehrend. (Syn.: Galium plebeium Boiss. & Heldr.):  Sie kommt auf der südlichen Balkanhalbinsel vor.[3]